# 萨尔迈斯
萨尔迈斯（法語：Salmaise，法語發音：[salmɛz]）是法国科多尔省的一个市镇，位于该省中部，属于蒙巴尔区。

## 地理
萨尔迈斯（47°27'22"N, 4°39'47"E）面积13.12 平方千米，位于法国勃艮第-弗朗什-孔泰大區科多尔省，该省份为法国中东部省份，北起奥布省，西接涅夫勒省和约讷省，南至索恩-卢瓦尔省，东南接汝拉省，东临上索恩省，东北部与上马恩省接壤。
与萨尔迈斯接壤的市镇（或旧市镇、城区）包括：苏尔斯塞纳、维洛特圣塞纳、布利尼勒塞克、布苏萨尔迈斯、韦雷苏萨尔迈斯、维勒贝尔尼、奥克苏瓦地区维利。

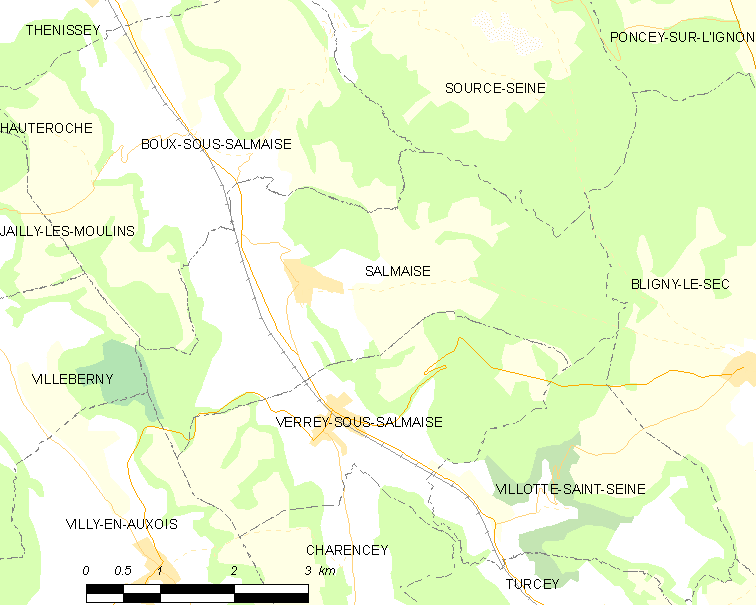
萨尔迈斯的OSM定位图

萨尔迈斯的时区为UTC+01:00、UTC+02:00（夏令时）。

## 行政
萨尔迈斯的邮政编码为21690，INSEE市镇编码为21580。

## 政治
萨尔迈斯所属的省级选区为蒙巴尔县。

## 人口

1962-2008年间萨尔迈斯人口变化图示

萨尔迈斯于2022年1月1日时的人口数量为128人。